# کاراپینار (سلطان‌داغی)
کاراپینار (به ترکی استانبولی: Karapınar) یک منطقهٔ مسکونی در ترکیه است که در سلطان‌داغی واقع شده‌است.